# 朝間の滝
朝間の滝（あさまのたき）は、京都府与謝郡伊根町野室にある滝。丹後半島の端に位置する。

## 概要
伊根町野室の標高283.6mの岳を源流とする谷が、野室の海岸の断崖に海岸瀑を掛けている。落差約60m。
国土地理院の地形図には水線もなければ、滝の地図記号もない。
『江戸時代』に著された丹後国の地誌『丹哥府志』では、「断岸より直に流れて海磯に落つ凡廿丈余、滝の正面洪蕩たる大洋聊か礙ぐる所なく朝日に映じて光を生じ五色の珠玉を雨ふらす」と紹介されている。
また、朝間の滝の西の蒲入の海岸には暮間の滝がある。
2020年9月に小阪健一郎ら二人の沢登り家が2回目の挑戦で初登攀に成功している。